# Кунгурские марийцы
Кунгурские, или сылвенские, марийцы (мар. Кöҥгыр марий, Сулий марий) — этнографическая группа марийцев в юго-восточной части Пермского края России. Кунгурские марийцы — часть уральских марийцев, которые в свою очередь входят в число восточных марийцев. Название группа получила от бывшего Кунгурского уезда Пермской губернии, к которому до 1780-х годов относилась территория, на которой селились марийцы с XVI века. В 1678—1679 гг. в Кунгурском уезде уже насчитывалось 100 марийских юрт с мужским населением в 311 человек. В XVI—XVII веках появились марийские поселения по рекам Сылва и Ирень. Часть марийцев затем была ассимилирована более многочисленными русскими и татарами (например, деревня Ошмарина Насадского сельского совета Кунгурского района, бывшие марийские деревни по верхнему течению Ирени и др.). Кунгурские марийцы приняли участие в формировании татар Суксунского, Кишертского и Кунгурского районов края.

## Расселение в настоящее время
В настоящее время расселены в восточной части Суксунского района в деревнях Васькино (мар. Эҥермучаш), Иванково (Эҥертӱҥ), Каменка (Калмашеҥер), Красный Луг (Олык), Сызганка (Кызганде), Тебеняки (Сулий, русск. Сылва), Тукманы (Тукман). Численность около 1,5 тысяч человек (7 % населения района). Также кунгурские марийцы проживают в деревне Нижняя Солянка (Лöк) Кишертского района (около 100 человек).

## Марийский язык и культура
Марийский язык в быту сохраняется в основном среди населения деревень Васькино, Иванково и Тебеняки, в остальных деревнях им в основном пользуется старшее поколение. Разговорный язык марийских деревень выделяется в особый кунгурский говор восточно-марийского наречия. На этот говор оказал бо́льшее влияние русский язык, чем татарский.
Васькинская основная общеобразовательная школа — единственная школа в крае, где преподаётся (как предмет) марийский язык. В 2008 году её планировали закрыть, но затем было принято решение о строительстве нового здания.
В 1996 году в Суксунском районе был создан марийский культурный центр «Сулий» («Сылва»), имеющий краевой статус. Позднее, в 2003 году, подобный центр был создан и в Перми — Общественный марийский национально-культурный центр «Памаш» («Родник»).
Культуру кунгурских марийцев представляет самодеятельный коллектив «Эр Ӱжара» Сызганского дома культуры.
Автор гимна Марий Эл Юрий Евдокимов (Тойварс) — один из кунгурских марийцев (из дер. Иванково).
В начале XX века небольшая часть кунгурских марийцев приняла православие, а остальные остались с языческой верой, которая преобладает у современных марийцев, живущих по Сылве.